# براد سبرينغر
براد سبرينغر (بالإنجليزية: Brad Springer)‏ هو لاعب كرة قاعدة أمريكي، ولد في 9 مايو 1904 في ديترويت في الولايات المتحدة، وتوفي في 4 يناير 1970 في برمنغهام في الولايات المتحدة.

## وصلات خارجية
- براد سبرينغر على موقعبيزبول رفرنس.كوم (الدوري الرئيسي) (الإنجليزية)
- براد سبرينغر على موقعبيزبول رفرنس.كوم (الدوري الثانوي) (الإنجليزية)